# Акватоли
Аквато́ли (англ. aquatrinitrotoluene, нім. Aquatole) — група гранульованих водовмісних промислових вибухових речовин, до складу яких входить гранульований та лускоподібний тротил. А. — сухі суміші гранульованої амонійної селітри і загущувача з гранулатом (акватол 65/35) або алюмотолом (акватол МГ), або з гранулотомом і дисперсним алюмінієм (акватол М-15). Перед заряджанням свердловини сухі суміші змішують з водою. Акватоли АВ, АВМ, МГ поставляють споживачам водопоєднаними у пластикових оболонках і безпосередньо придатними для заряджання обводнених свердловин. Водопоєднані А. Характеризуються підвищеною густиною і об'ємною концентрацією енергії.